# Euploea gaedei
Euploea gaedei är en fjärilsart som beskrevs av Felix Bryk 1937. Euploea gaedei ingår i släktet Euploea och familjen praktfjärilar. Inga underarter finns listade i Catalogue of Life.